# Sebastian Hausner
Sebastian Hausner (* 11. April 2000 in Horsens) ist ein dänischer Fußballspieler. Er steht beim Zweitligisten AC Horsens unter Vertrag.

## Karriere

### Verein
Sebastian Hausner wurde in Horsens an der jütischen Ostküste geboren und spielte beim FC Horsens sowie bei Horsens fS, bevor er über den AC Horsens, dem größten Verein der Stadt, ins 51 Kilometer entfernte Aarhus, der zweitgrößten dänischen Stadt, wechselte, wo er nun für Aarhus GF auflief. 2017 rückte Hausner in die erste Mannschaft der Aarhuser auf, spielte allerdings zunächst weiterhin für die A-Jugend (U19) sowie für die Reserve, ehe er am 3. März 2019 im Alter von 18 Jahren beim 2:2 im Auswärtsspiel gegen Vendsyssel FF seinen Einstand in der Superligæn, der höchsten dänischen Spielklasse, feierte. War in der folgenden Spielzeit (2019/20) Sebastian Hausner zunächst Reservist, erkämpfte er sich während der Meisterrunde einen Stammplatz und qualifizierte sich für die Play-offs um die Teilnahme an der UEFA Europa League 2020/21. Im Entscheidungsspiel wurde Odense BK mit 2:1 besiegt.
2023 spielte Hausner für den schwedischen Erstligisten IFK Göteborg, ehe er 2024 zurück nach Dänemark kehrte und bei AC Horsens einen Vertrag unterschrieb.

### Nationalmannschaft
Sebastian Hausner spielte im Jahr 2016 sechsmal für die dänische U16-Nationalmannschaft sowie von 2016 bis 2017 in 11 Partien für die U17-Auswahl. Von 2017 bis 2018 kam Hausner in 6 Spielen für die U18-Junioren zum Einsatz und von 2018 bis 2019 in 4 Partien für die U19-Nationalmannschaft der Dänen. Am 24. August 2020 wurde Sebastian Hausner von Dänemarks U21-Nationaltrainer Albert Capellas für den Kader für die EM-Qualifikationsspiele gegen die Ukraine und gegen Nordirland nominiert.